# NGC 5884
NGC 5884 — двойная звезда в созвездии Волопас.
Этот объект входит в число перечисленных в оригинальной редакции «Нового общего каталога».